# 马来西亚全民党
马来西亚全民党，一些媒体称国民党或民族党，是马来西亚一个主张多元种族的政党。直至2022年11月21日与国阵和希盟领袖会面并组成多数派政府。

## 历史

### 始创时期
马来西亚全民党的前身是2012年成立的砂拉越工人党，原由砂拉越前如楼国会议员孙志桦和几位党员于2012年成立。后来砂拉越工人党于2021年10月27日向社团注册局更名注册，改为马来西亚全民党。
在此之前，从2020年6月起，坊间就多次流传在喜来登政变后，由离开人民公正黨的议员将创立一个新政党，其中祖莱达与阿兹敏阿里曾多次被点名，但两人皆否认有关传言，也没人承认创立。2021年10月，马来文媒体《每日新闻》（Berita Harian）曾报导，祖莱达或将领导这个新政党，但无经证实。
2021年11月14日，全民党召开了特别大会，并公布了该党领导层时，祖莱达并无参与，但她领导的基层人员与该党保持合作关系。11月19日，2名前公正党议员孙伟瑄与锺少云接受《当今大马》访问时表示，全民党是一个关注妇女与青年问题的多元种族政党。而锺少云解释创党过程时指出，因与其他政党党名相似，所以申请时还有待处理。2天后的11月21日，全民党正式接管砂拉越工人党，证实了该党正是由离开人民公正黨的议员所创立的传闻。12月20日，由与祖莱达担任房屋及地方政府部长期间成立及隶属的国家社区动力组织（Penggerak Komuniti Negara）发出推介全民党的邀请函。隔日，在雪兰莪巴生Wyndham Acmar酒店举行的仪式上，国家社区动力组织主席诺希兹万阿末宣布带领53,109人加入全民党。
2022年2月18日，全民党宣布将会派出候选人出战同年3月举办的柔佛州选举，作为该政党创立以来，首次参选的州选举。2月24日，全民党宣布将上阵56个州议席中的4个议席，分别是马哈拉尼、地南、优景镇和士都浪。最终在3月12日开票日，全民党在出战的州议席中全数落败，并失去按柜金。5月27日，此前曾多次被流传是该党创始人的时任原产业部长祖莱达宣布加入全民党，并在党内担任候任主席。

### 第15届全国选举
2022年8月28日，全民党与人民权利党（PKR）组成战略合作伙伴，以应对第15届全国选举。同年10月起，全民党时任主席孙伟瑄与候任主席祖莱达就党主席职位产生分歧和展开内斗。在10月2日举行的一次全民党内部会议中，孙伟瑄被解除该党主席职务，不过他否认被辞退。之后在10月8日，全民党最高理事会一致同意解除孙伟瑄的党主席职位，改由祖莱达接替。但孙伟瑄坚称自己从未辞去党主席职务。他援引党章和社团注册局（RoS）的文件力证自己依然是党主席，随着也宣布冻结包括祖莱达和12名最高理事会成员在内的党籍。祖莱达也坚持自己才是该党主席，并不认同前者所提供的文件。后来两人在11月2日于社团注册局（RoS）会面后，双方宣布关于该党主席职位的争执暂停，以专注应付即将举行的全国大选。
2022年马来西亚大选中，全民党上阵5国2州席，不过除了党主席孙伟瑄在其如楼国会选区胜出之外，包括祖莱达在内的其他参选人皆败选。全民党在孙伟瑄带领下，随着宣布加入由安华·依布拉欣领导的团结政府，成为执政方的一员。而在革除其党内敌对派系出局后，全民党将注意力和资源转移到砂拉越。
2024年12月13日，全民党宣布推出新的党徽，以紫色背景配置白色字体和手掌，作为准备将于2025年10月举行的第17届砂拉越州选举中使用。党主席孙伟瑄在推介礼指出，新党徽描述为「更简单、更干净、更容易识别」，并认为紫色作为背景颜色是政治领域中相当独特的颜色，而全民党已经准备好动员起来迎战选举。

## 当选代表
全民党在馬來西亞下議院至少有1名成员。
| 州属   | 选区编号   | 国会选区   | 国会议员   |            |
| ------ | ---------- | ---------- | ---------- | ---------- |
| 砂拉越 | P209       | 如楼       | 孙伟瑄     |            |
| 总数   | 砂拉越 (1) | 砂拉越 (1) | 砂拉越 (1) | 砂拉越 (1) |

## 领导结构
2023年2月起全民党领导层名单：

| - 主席 - 孙伟瑄 - 署理主席 - 钟少云 - 黄朱达 - 高级副主席 - 杨祖强 - 副主席 - 蔡连财（Chua Lian Chye） - 总秘书 - 玛瑟古札 - 署理秘书 - 周珍妮（Jenny Chiew） - 总财政 - Engga Anak Unchat - 妇女领袖 - 艾格尼丝巴丹（Agnes Padan） - 青年领袖 - Che Isham Sharudin Bin Che Hamat Nordin - 最高理事会成员 - Lavenia Mawas Ansk Munan - Muniraa Abu Bakar - Pagrios Petrus@Zabang - Johan Sawajaan - David Anak Munan - Jamila Bibi Binti Abdul Basah - 莫哈米扎·莫哈末沙拉普（Mohamiza Bin Mohamad Sarap） - 聂莫哈末诺阿兹旺（Nik Mohd Noor Azwan Bin Mustapha） - 阿扎里·哈米德（Azhari Bin Hamid） - 梁金坤（Enson Heoh Gim Khoon） - 朱佩里·伦森（Jupperi Bin Lenson） - 阿都拉曼·哈欣（Abdul Rahman Bin Hashim） - Mazlan Hashim - 州主席 - 砂拉越与雪兰莪: 孙伟瑄 - 柔佛: 钟少云 - 马六甲: 蔡连财（Chua Lian Chye） - 吉兰丹: 聂莫哈末诺阿兹旺（Nik Mohd Noor Azwan Bin Mustapha） - 登嘉楼: 莫哈米扎·莫哈末沙拉普（Mohamiza Bin Mohamad Sarap） - 霹雳: 阿扎里·哈米德（Azhari Bin Hamid） - 槟城: 梁金坤（Enson Heoh Gim Khoon） - 沙巴: 朱佩里·伦森（Jupperi Bin Lenson） - 联邦直辖区: 阿都拉曼·哈欣（Abdul Rahman Bin Hashim） |

## 历届大选成绩
| 大选 | 当选议席数量 | 参选议席数量 | 议席百分比 | 总得票 | 得票率 | 选举结果                                                 | 领袖   |
| ---- | ------------ | ------------ | ---------- | ------ | ------ | -------------------------------------------------------- | ------ |
| 2022 | 1 / 222      | 5            | 2%         | 16.431 | 0.11%  | ▲1席(与希望联盟、国阵、砂拉越政党联盟和沙巴人民联盟结盟) | 孙伟瑄 |